# Talmay
Talmay is een gemeente in het Franse departement Côte-d'Or (regio Bourgogne-Franche-Comté) en telt 463 inwoners (1999). De plaats maakt deel uit van het arrondissement Dijon.

## Geografie
De oppervlakte van Talmay bedraagt 21,7 km², de bevolkingsdichtheid is 21,3 inwoners per km².
De onderstaande kaart toont de ligging van Talmay met de belangrijkste infrastructuur en aangrenzende gemeenten.

## Demografie
Onderstaande figuur toont het verloop van het inwonertal (bron: INSEE-tellingen).

## Geboren
- Marie-Thérèse Figueur (1774-1861), soldaat